# Wiktor Karpuchin
Wiktor Fiodorowicz Karpuchin (ros. Виктор Фёдорович Карпухин, ur. 27 października 1947 w Łucku, zm. 24 marca 2003) – oficer KGB, dowódca Grupy Alfa, Bohater Związku Radzieckiego (1980).

## Życiorys
Od 1966 służył w siłach zbrojnych ZSRR, w 1969 skończył wyższą szkołę wojsk pancernych w Taszkencie i został skierowany do służby w wojskach pogranicznych KGB, później pracował w moskiewskiej wyższej szkole wojsk pogranicznych. Od września 1979 służył w Grupie A ("Alfa") 7 Zarządu KGB ZSRR jako zastępca dowódcy oddziału 4, a później dowódca całej grupy. Brał udział w wielu operacjach specjalnych, w tym w ataku na pałac prezydenta Afganistanu Hafizullaha Amina w Kabulu 27 grudnia 1979 (radziecka interwencja w Afganistanie), w dużej mierze przyczyniając się do powodzenia ataku i zabicia Amina. W 1984 ukończył Wyższą Szkołę KGB ZSRR i został zastępcą szefa grupy "A", na tym stanowisku brał udział w uwalnianiu zakładników w Tbilisi, Baku, Erywaniu, Stepanakercie i Saratowie. W latach 1988–1991 kierował grupą "Alfa" 7 Zarządu KGB ZSRR, w sierpniu 1991 został przeniesiony do rezerwy, od grudnia 1991 do 1992 kierował służbą bezpieczeństwa prezydenta Kazachstanu Nursułtana Nazarbajewa, później pracował jako detektyw. Jednocześnie działał w Stowarzyszeniu Weteranów Wojny w Afganistanie. Zmarł podczas podróży pociągiem z Mińska do Moskwy. Został pochowany na Cmentarzu Nikoło-Archangielskim pod Moskwą.

## Odznaczenia
- Złota Gwiazda Bohatera Związku Radzieckiego (28 kwietnia 1980)
- Order Lenina (28 kwietnia 1980)
- Order Czerwonego Sztandaru

i medale.